# Vice primer ministro del Reino Unido
El vice primer ministro del Reino Unido (en inglés: Deputy Prime Minister) es un miembro del Gobierno del Reino Unido. Este cargo, no siempre existente, no se apoya en ninguna administración ministerial y es utilizado por el primer ministro para honrar a un miembro de su gobierno. En el Reino Unido, este cargo no conlleva ningún poder particular como ocurre en otros Estados, y no está destinado a sustituir al primer ministro en casos de ausencia o enfermedad.

## Inconstitucionalidad del cargo
Muchas teorías constitucionales afirman la inexistencia del cargo de vice primer ministro en la Constitución consetudinaria del Reino Unido. Teóricamente el monarca británico posee el derecho irrestricto de designar alguien para formar un gobierno después de la muerte, renuncia o destitución del primer ministro. Un argumento para justificar la no-existencia de un permanente vice-premierado es que un titular permanente de dicho puesto sería una presunción de sucesión del primer ministro, contradiciendo el poder del monarca de designar al sucesor en acuerdo con la propuesta de la Cámara de los Comunes.
Aun así, solo dos vice primeros ministros se han convertido en primer ministro: Clement Attlee ganó en las parlamentarias de 1945 y sucedió a Winston Churchill después de la rotura de la coalición de gobierno, pero solo con un intervalo de dos meses en el que Attlee no fue miembro del gobierno. Anthony Eden sucedió a Churchill como primer ministro, no porque fuera vice primer ministro, sino porque fue durante años el delfín y sucesor natural de Churchill. La intermitente existencia de un vice primer ministro ha sido incentivado, además, por las constantes luchas entre los ministros del gobierno para asumir dicho título, lo que llevó en diversas ocasiones a dejar vacante el cargo.
La posición de vice primer ministro no está reconocida por la legislación británica, por lo que cualquier facultad o posición en el ejecutivo debe necesariamente otorgársele mediante un título adicional, solo así puede tener una posición legal y un salario ministerial anexado a la dieta parlamentaria. El último vice primer ministro, Nick Clegg, fue designado presidente del Consejo Privado de Su Majestad, cuyo titular preside las sesiones del consejo privado de la reina y además asume otras responsabilidades adicionales. En algunas ocasiones el puesto de primer secretario de Estado ha sido utilizado; cuando John Prescott perdió sus responsabilidades como secretario de Transportes, en una renovación del gabinete, se le otorgó este título para permanecer en el gabinete del Gobierno, situación similar ocurrió con Michael Heseltine.

## Lista de vice primeros ministros
| Partido político                                         |
| -------------------------------------------------------- |
| Partido Laborista Liberal Demócratas Partido Conservador |

| Nombre        | Nombre                                          | Imagen        | Mandato                  | Mandato                 | Partido político  | Otros ministerios | Primer ministro | Primer ministro   |
| ------------- | ----------------------------------------------- | ------------- | ------------------------ | ----------------------- | ----------------- | --- | --------------- | ----------------- |
|               | Clement Attlee                                  |               | 19 de febrero de 1942    | 23 de mayo de 1945      | Laborista         | Secretario para los Dominios Británicos (hasta 1943) Presidente del Consejo Privado de Su Majestad (desde 1943)                                                       |                 | Winston Churchill |
|               | Herbert Morrison                                |               | 26 de julio de 1945      | 26 de octubre de 1951   | Laborista         | Presidente del Consejo Privado de Su Majestad (hasta 1951) Líder de la Mayoría de la Cámara de los Comunes (hasta 1951) Secretario de Asuntos Exteriores (desde 1951) |                 | Clement Attlee    |
|               | Anthony Eden                                    |               | 26 de octubre de 1951    | 6 de abril de 1955      | Conservador       | Secretario de Asuntos Exteriores |                 | Winston Churchill |
| Cargo vacante | Cargo vacante                                   | Cargo vacante | 1955–1962                | 1955–1962               |                   | |                 | Anthony Eden      |
| Cargo vacante | Cargo vacante                                   | Cargo vacante | 1955–1962                | 1955–1962               | Harold Macmillan  | |                 |                   |
|               | R. A. Butler                                    |               | 13 de julio de 1962      | 18 de octubre de 1963   | Conservador       | Primer Secretario de Estado |                 |                   |
| Cargo vacante | Cargo vacante                                   | Cargo vacante | 1963–1979                | 1963–1979               |                   | |                 | Alec Douglas-Home |
| Cargo vacante | Cargo vacante                                   | Cargo vacante | 1963–1979                | 1963–1979               | Harold Wilson     | |                 |                   |
| Cargo vacante | Cargo vacante                                   | Cargo vacante | 1963–1979                | 1963–1979               | Edward Heath      | |                 |                   |
| Cargo vacante | Cargo vacante                                   | Cargo vacante | 1963–1979                | 1963–1979               | Harold Wilson     | |                 |                   |
| Cargo vacante | Cargo vacante                                   | Cargo vacante | 1963–1979                | 1963–1979               | James Callaghan   | |                 |                   |
|               | William Whitelaw (Vizconde Whitelaw desde 1983) |               | 4 de mayo de 1979        | 10 de enero de 1988     | Conservador       | Secretario del Interior (1979–1983) Presidente del Consejo Privado de Su Majestad (desde 1983) Líder de la Cámara de los Lores (desde 1983)                           |                 | Margaret Thatcher |
|               | Sir Geoffrey Howe                               |               | 24 de julio de 1989      | 1 de noviembre de 1990  | Conservador       | Presidente del Consejo Privado de Su Majestad Líder de la Mayoría de la Cámara de los Comunes                                                                         |                 | Margaret Thatcher |
| Cargo vacante | Cargo vacante                                   | Cargo vacante | 1990–1995                | 1990–1995               |                   | |                 | John Major        |
|               | Michael Heseltine                               |               | 20 de julio de 1995      | 2 de mayo de 1997       | Conservador       | Primer Secretario de Estado |                 | John Major        |
|               | John Prescott                                   |               | 2 de mayo de 1997        | 27 de junio de 2007     | Laborista         | Secretario de Transporte, Medio Ambiente y Regiones (hasta 2001) Primer Secretario de Estado (hasta 2001)                                                             |                 | Tony Blair        |
|               | Nick Clegg                                      |               | 11 de mayo de 2010       | 8 de mayo de 2015       | Liberal Demócrata | Presidente del Consejo Privado de Su Majestad Ministro para la Reforma Política y Constitucional                                                                      |                 | David Cameron     |
|               | Dominic Raab                                    |               | 15 de septiembre de 2021 | 6 de septiembre de 2022 | Conservador       | Secretario de Estado para la Justicia del Reino Unido | Boris Johnson   |                   |
|               | Thérèse Coffey                                  |               | 6 de septiembre de 2022  | 25 de octubre de 2022   | Conservador       | Secretaria de Estado de Salud y Asistencia Social del Reino Unido |                 | Liz Truss         |
|               | Dominic Raab                                    |               | 25 de octubre de 2022    | 21 de abril de 2023     | Conservador       | Secretario de Estado para la Justicia del Reino Unido |                 | Rishi Sunak       |
|               | Oliver Dowden                                   |               | 21 de abril de 2023      | 5 de julio de 2024      | Conservador       | Canciller del Ducado de Lancaster |                 | Rishi Sunak       |
|               | Angela Rayner                                   |               | 5 de julio de 2024       | Presente                | Laborista         | Secretaria de Estado de Nivelación, Vivienda y Comunidades |                 | Keir Starmer      |